# Hornstrahler

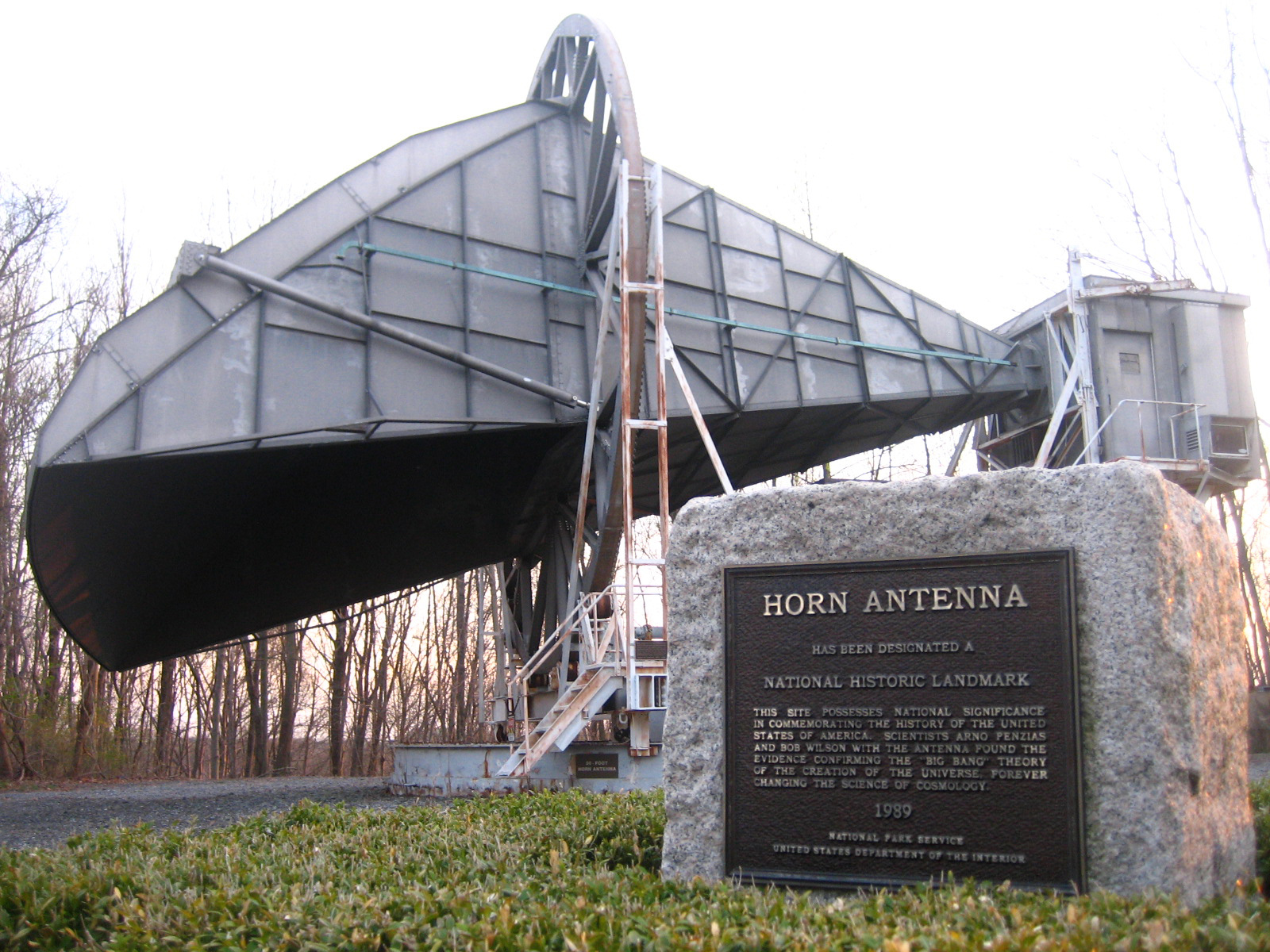
Hornantenne in Holmdel, New Jersey (USA) – wo 1964 zufällig die kosmische Mikrowellenstrahlung entdeckt wurde

Hornstrahlerformen: (a) Pyramide, (b) E-flache Form, (c) H-flache Form, (d) konisch, (e) exponentiell

Ein Hornstrahler (englisch horn antenna) ist eine Bauform einer Antenne für Mikrowellen und besteht aus einer an die Form eines Exponentialtrichters angenäherten Metallfläche, also einer Exponentialleitung, die häufig über einen Hohlleiter gespeist wird. Im Fall einer zum Empfang (und nicht zum Senden) benutzten Antenne (wie im Bild) ist der Ausdruck „Strahler“ jedoch irreführend. Stattdessen spricht man dann besser von Hornantenne.
Sie finden Verwendung als eigenständige Antennen, beispielsweise für Richtfunkstrecken, oder als Speiseantennen im Brennpunkt von Parabolantennen (Radar-Antennen, Radioteleskope, Richtfunk-Antennen, Muschelantennen). Verschiedene Bauformen führen auch zu Bezeichnungen wie Pyramidenhorn und Kegelhorn.

## Prinzip
Prinzipiell kann der Hohlleiter, der die Sendeleistung zur Antenne leitet, von seinem offenen Ende die elektromagnetische Welle in den freien Raum abstrahlen. Der Wellenwiderstand des Vakuums hat einen anderen Wert als der Hohlleiter. Aus diesem Grund treten an dieser Stelle unerwünschte Reflexionen auf. Daher weitet man die mechanischen Abmessungen des Hohlleiters an der Stelle des Strahlungsaustritts der elektromagnetischen Welle auf, um einen allmählichen Übergang zu erreichen. Diese Konstruktion nennt man wegen der hornartigen Form Hornstrahler.
Bei Mikrowellen-Antennen ist die Kombination eines Primärstrahlers und eines Sekundärreflektors üblich, wobei als Primärstrahler im Brennpunkt eines metallischen Parabolspiegels häufig ein Hornstrahler (Feed) verwendet wird.

## Eigenschaften
Hornstrahler weisen eine vergleichsweise hohe Bündelung in der Richtcharakteristik auf. Je größer die geometrischen Abmessungen des Hornstrahlers im Vergleich zur Wellenlänge ausfallen, desto stärker wird die abgestrahlte Leistung gebündelt, wodurch sich ein hoher Richtfaktor ergibt. Eine Wand des Horns kann als Abschnitt eines Paraboloids geformt sein; der speisende Hohlleiter trifft dabei seitlich auf das Horn. Mit dieser Form sind besonders hohe Richtwirkungen und Vor-Rück-Verhältnisse zu erzielen. Diese Form kam früher bei Radioteleskopen und Richtfunk-Antennen zum Einsatz, wobei Abmessungen bis zu mehreren Metern Breite realisiert wurden.
Bei heutigen Anlagen zur Satellitenkommunikation werden zur Speisung von Parabolantennen meist Rillenhornstrahler eingesetzt. Diese ermöglichen eine geringere Baulänge und Breite. Die Größe von Hornstrahlern ist frequenzabhängig − je höher die abzustrahlende beziehungsweise zu empfangende Frequenz, desto kleiner können Hornstrahler und auch Rillenhornstrahler gebaut werden. Die Abmessungen reichen von etwa nur 20 mm bis 100 mm Durchmesser zur Speisung von Parabolantennen bis hin zu mehreren Metern Durchmesser bei Paraboloid-Hornantennen.

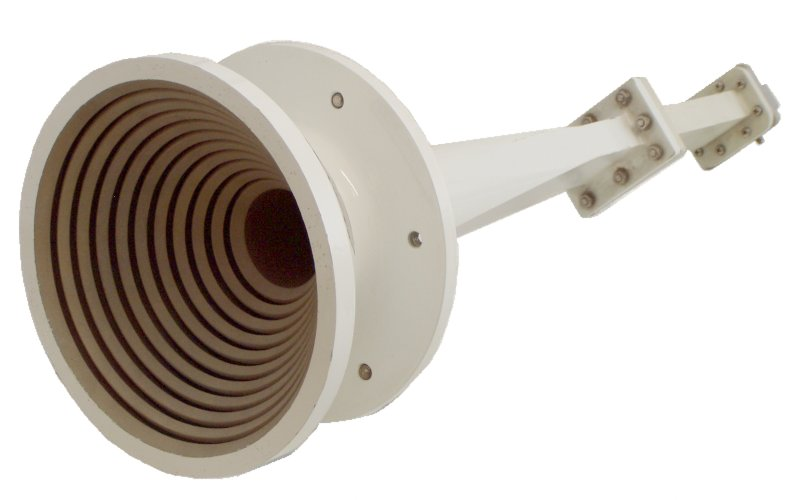
Rillenhornstrahler für 3,7 bis 6 GHz
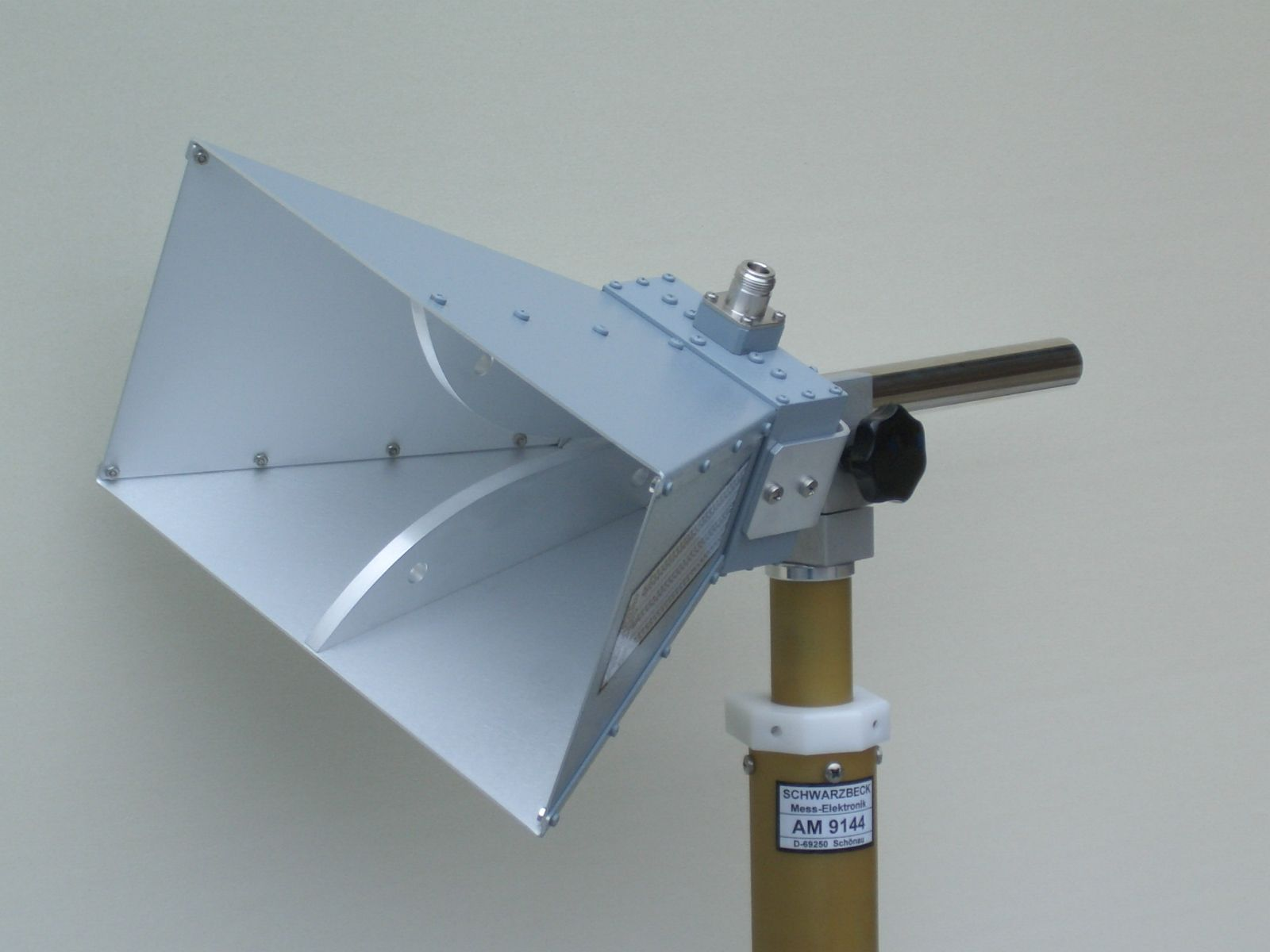
Steghornstrahler für 0,8 bis 18 GHz
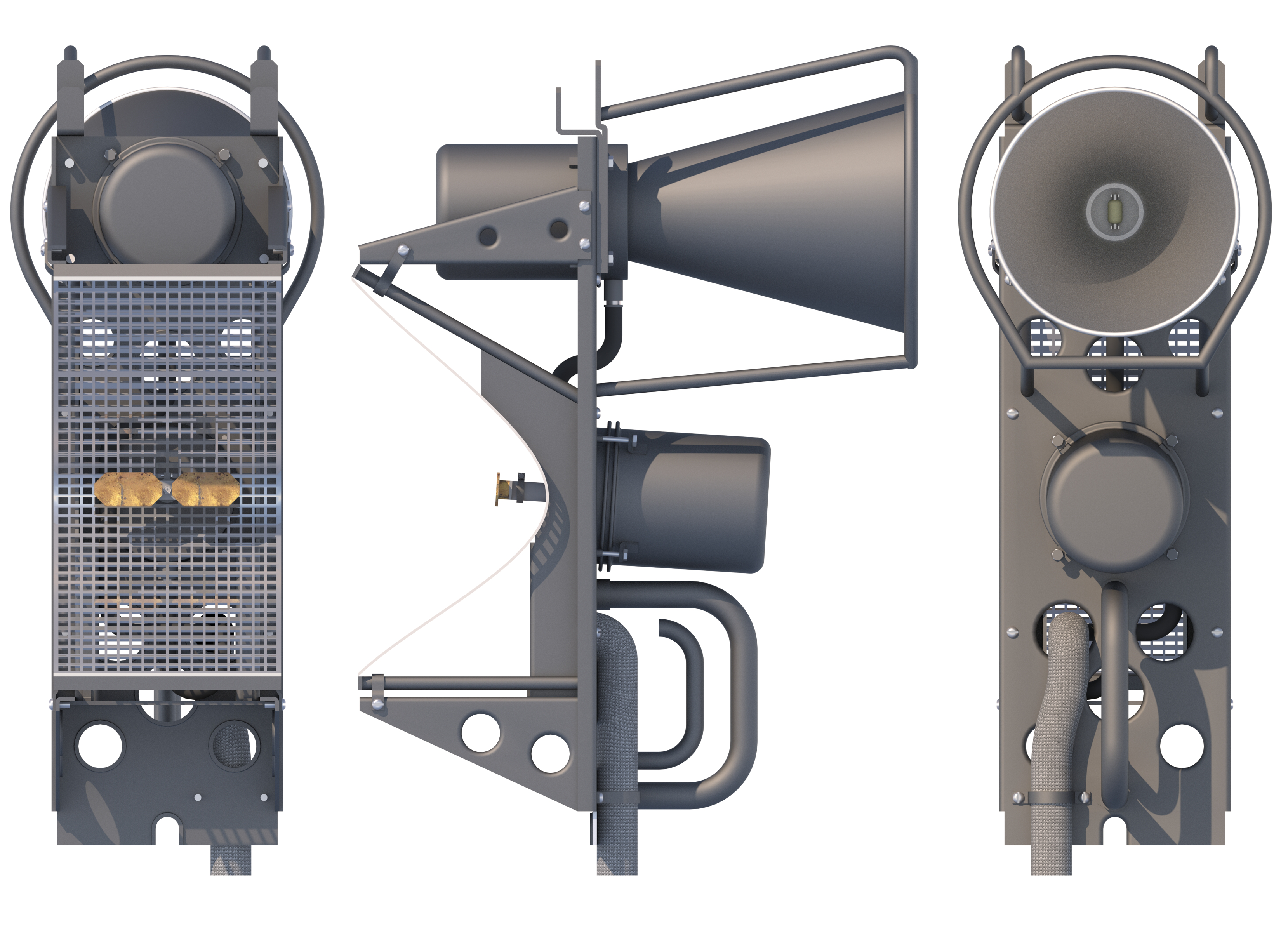
Hornantenne (oben) des auf deutschen U-Booten im Zweiten Weltkrieg eingesetzten FuMB „Tunis“

## Steghornstrahler
Eine besondere Bauform ist der Steghornstrahler, häufig auch Doppelsteghorn genannt (engl. Double-ridged waveguide horn). Dabei befinden sich in der Mitte der oberen und unteren Breitseite des Hornstrahlers sich exponentiell nach außen öffnende metallische Stege, die eine deutliche Vergrößerung der Bandbreite der Antenne bewirken. Typisch wird so eine relative Bandbreite von mindestens 6 erreicht, wodurch der Hornstrahler auch für die Abstrahlung von Impulsen geeignet ist. Eine planare Variante des Steghornstrahlers stellt die Vivaldi-Antenne dar.

## TEM-Hornstrahler
Der TEM-Hornstrahler ist eine Bauform einer sehr breitbandigen Prüfantenne und besteht aus einer Kombination von zwei elektrisch voneinander isolierten, an die Form eines Exponentialtrichters angenäherten Metallflächen, die im Nahbereich zur Ausstrahlung einer TEM-Welle dient. Sie wird unter anderem im Rahmen von Nahfeldmessungen bei der elektromagnetischen Verträglichkeit eingesetzt.